# Pelekanimim
Pelekanimim (Pelecanimimus polyodon) – dinozaur z grupy ornitomimozauów
Żył w okresie wczesnej kredy (ok. 130-125 mln lat temu) na terenach Europy. Długość ciała 2-2,5 m, masa ok. 25 kg. Jego szczątki znaleziono w Hiszpanii.
Charakteryzował się długą, wąska czaszką, a jak wskazują odciski kopalne przy podgardlu wisiał mu wór skórny, podobny jak u współczesnych pelikanów stąd nazwa Pelecanimimus, znacząca "udający pelikana". Długie szczęki pelekanimima uzbrojone były w 220 małych zębów, czym różnił się (jako wczesny rodzaj) od innych ornitomimozaurów, które miały bezzębny dziób.